# Lang Lang (Victoria)
Lang Lang ist ein Ort mit etwa 1.200 Einwohnern im australischen Bundesstaat Victoria. Er liegt 85 km südöstlich von Melbourne im Shire of Cardinia. 
Der Ort war nach der Besiedlung Australiens einer der typischen Zwischenstationen für die Durchreise an der Westküste, die damals noch durch unbefestigtes, zu einem großen Teil wüstenähnliches, sandiges Gelände ging und hieß „Tobinyallock“. Im Jahr 1862 wurde der Bau des McDonald-Track vollendet, einer durchgehenden Straße von Melbourne nach Gippsland und der Ort nach dem Fluss Lang Lang, an dem er gelegen ist, umbenannt. 
Heute ist die Region der Mittelpunkt der größten Spargelanbauregion der südlichen Hemisphäre. Auch Rindfleisch und Molkereiprodukte werden produziert. Der australische Autokonzern Holden betreibt ein Testgelände und ein Fahrzeugentwicklungs-, Haltbarkeits- und Sicherheitstestzentrum nahe Lang Lang. 
Seit 1940 wird jährlich am Ostermontag ein Rodeo veranstaltet. 